# Frank Joseph Dewane

Wappen von Frank Joseph Dewane

Frank Joseph Dewane (* 9. März 1950 in Green Bay, Wisconsin, USA) ist ein US-amerikanischer Geistlicher und Bischof von Venice.

## Leben
Frank Joseph Dewane empfing am 16. Juli 1988 das Sakrament der Priesterweihe für das Bistum Green Bay.
Am 25. April 2006 ernannte ihn Papst Benedikt XVI. zum Koadjutorbischof von Venice. Der Bischof von Venice, John Joseph Nevins, spendete ihm am 25. Juli desselben Jahres die Bischofsweihe; Mitkonsekratoren waren der Erzbischof von Miami, John Favalora, und der Erzbischof von Dublin, Diarmuid Martin. Frank Joseph Dewane wurde am 19. Januar 2007 in Nachfolge von John Joseph Nevins, der aus Altersgründen zurücktrat, Bischof von Venice.